# فوزية بريون
فوزية محمد بريون هي شاعرة وأديبة وناقدة ليبية، لها اسهامات في مجال الشعر الفصيح والأدب العربي والنقد، لها عدة كتابات في عدد من الصحف اليومية في الستينيات، مثل جريدة طرابلس الغرب، والرائد، والبلاغ، والمرأة، وليبيا الحديثة، كما نشرت في مجلة الهلال المصرية، وصحيفة العلم المغربية، وجريدتي الرياض والجزيرة ومجلة قوافل السعودية، بالإضافة لكتبها عن مالك بن نبي، وأبحاث أكاديمية منشورة في دوريات محكمة، بالإضافة إلى أشعارها المنشورة.

## سيرتها
ولدت في طرابلس وكان والدها محمد بريون كاتباً وشاعراً وملماً بعلوم العربية، وقد تولى أيضاً رئاسة تحرير مجلة «صوت المربي» في منتصف الخمسينيات مما كان له دور في التأثير على فوزية.
حصلت على الإجازة الجامعية في اللغة العربية والدراسات الإسلامية من كلية التربية في الجامعة الليبية، ابتعثت لمصر حيث حصلت على ماجستير في الأدب الحديث من جامعة القاهرة عن بحث بعنوان (القصة القصيرة في ليبيا: نشأتها وتطورها) تحت إشراف سهير القلماوي، ثم حصلت على الدكتوراه في الأدب والفكر الحديث من جامعة ميشيغان عام 1988 عن بحث بعنوان (مالك بن نبي حياته ونظريته في الحضارة).

## انتاجها الأدبي
- Bariun, Fawzia (1993). Malik Bennabi: his life and theory of civilization. Kuala Lumpur: Muslim Youth Movement of Malaysia. ISBN:9679400697.
- مالك بن نبي حياته ونظريته في الحضارة - فوزية بريون، دار الفكر المعاصر.
- فصل في كتاب لعدد من المؤلفين «دراسات في أدب يوسف القويري»
- لها العديد من المراجعات النقدية التي نشرت في المجلات مثل مجلة «قوافل» الصادرة عن نادي الرياض الأدبي.
- كتبت عدد من القصائد منها «أشواق»، «أمام مسجد عمر»، «إلى شريفة»، «حلم»، «وداع»، «رسالة.. إلى ولدي».
- الأدب النسائي السعودي: نظرات في الرؤيا والتشكي - فوزية بريون، مكتبة الأدب.

## اقرأ أيضاً
- مالك بن نبي
- الشعر العربي
- قائمة شعراء العربية

## وصلات خارجية
- فوزية بريون على موقع أرشيف الشارخ.
- صفحة مقالات د.فوزية البريون في جريدة الرياض